# トマス・コクラン (第10代ダンドナルド伯爵)
第10代ダンドナルド伯爵トマス・アレクサンダー・コクラン（Thomas Alexander Cochrane, 10th Earl of Dundonald, GCB、1775年12月14日 - 1860年10月31日）は、イギリス海軍の提督で、急進派の政治家。連合王国海軍少将（Rear-Admiral of the United Kingdom）、第10代ダンドナルド伯爵（Earl of Dundonald）、マラニョン（Maranhão）侯爵（ブラジル帝国）、英国海軍バス勲爵士（GCB）。1778年からダンドナルド伯爵を相続する1831年まで「コクラン卿」と称した。
コクランはナポレオン戦争において最も大胆かつ成功した艦長の一人であり、フランスは彼を「海の狼（"le loup des mers"）」（「海賊」の意）と呼んだ。彼は一旦イギリス海軍から退いた後、再び提督として復帰するまでに、チリ、ペルー、ブラジル、およびギリシャの独立戦争において、反乱側の海軍に身を投じた。彼の波乱の人生とその業績は、20世紀の小説家C.S.フォレスターの書いた『ホーンブロワーシリーズ』やパトリック・オブライアンの『オーブリー&マチュリンシリーズ』などの海洋冒険小説に影響を与えている。

## 家系
トマス・コクランはスコットランドのサウス・ラナークシャー州ハミルトンの近く、アンスフィールドの地で、第9代ダンドナルド伯爵アーチボルド・コクラン（Archibald Cochrane）とアン・ギルクリストの子として生まれた。アンはイギリス海軍の艦長ジェームズ・ギルクリストとアン・ロバートンの娘であった。
コクランには6人の兄弟がおり、その一人は第15近衛竜騎兵連隊のウィリアム・アースキン・コクラン少佐である。彼は、1808年から1811年にかけてのスペインでの戦争で、サー・ジョン・ムーアの下で大きな活躍をした。
コクランの人生はスコットランドの上流階級と軍人という両親の家系から予め定められていた。彼の父親の兄弟（第8代ダンドナルド伯爵の息子たち）の中には、後のサー・アレクサンダー・コクラン提督がいた。彼らの家の財産は減少していき、1793年に、負債を弁済するために屋敷と地所を手放すに至った。

## 幼少時代
叔父の影響力によって、コクランは（間違いなく勤務しなかったにもかかわらず）4隻のイギリス軍艦の乗組名簿に記載された。これは、将来彼が海軍に加わった際に、士官になるために必要な勤務年数を予め記録しておくことを目的に、当時よく行われた（違法な）方策であった。彼はイギリス陸軍での不本意な短期の勤務のあと、1793年、フランス革命戦争の勃発にともなって海軍に入隊した。

## イギリス海軍での勤務
コクランは最初に叔父の指揮する軍艦「ハインド」に乗艦してバルト海で軍務に就いた。1795年には見習士官として軍艦「テティス」に移った。翌年、彼は海尉任用試験にパスし、士官名簿に登録された。そして1798年には軍艦「バーフラー」に移った。
「バーフラー」勤務中に、コクランは副長フィリップ・ビーバーに決闘を挑んだことで軍法会議にかけられた。コクランは重罪には問われなかったが、上官侮辱の廉で譴責された。これは、彼が、こののち議会や複数国の海軍において発揮した、上官、部下、雇い主、そして同僚の多くと協調できないパターンの最初の例である。それは、彼と共通点の多い、同盟すべき者との間でも同様だった。このことは、彼がセント・ヴィンセント伯爵ジョン・ジャーヴィス提督と長い間敵対するに至る原因となった。
1799年に、コクランは鹵獲したフランスの軍艦「ジェネルー」の回航を指揮した。彼とその回航員たちは、嵐の中、沈没を免れるため、船酔いで役に立たない本来の乗組員のかわりにマストに登った。
1800年に、コクランはスループ「スピーディ」の指揮を命じられた。その年、商船を装ったスペイン軍艦に捕まりそうになったが、彼はデンマークの旗を掲げるとともに、伝染病に汚染されていると信じ込ませることによって窮地から逃れた。また、敵のフリゲートに追跡されたときは、それが「スピーディ」のかすかな光を頼りにしていることを察し、樽に蝋燭を置いたものを流して敵艦に追わせ、無事に逃げ切った。
コクランの最も有名な功績のうちの一つであるスペインのフリゲート「エル・ガモ」の鹵獲がなされたのは1801年5月6日のことである。「エル・ガモ」は319人乗組みの32門艦だったのに対し、「スピーディ」の備砲はわずか14門で、乗組員も54人にすぎなかった。コクランは、アメリカの旗を掲げて、「エル・ガモ」の砲が「スピーディ」の船体を砲撃できないほどそばまで接近した。もはや移乗攻撃しか戦う手段はなかったが、スペイン艦の兵が斬り込みを掛けようとする都度、コクランは艦を操って距離を取り、「スピーディ」の砲で敵艦の甲板上の斬り込み部隊を掃射した。そしてコクランは、まだ5対1で敵が優勢だったにもかかわらず敵艦に乗り込み、これを拿捕した。しかしセント・ヴィンセント卿は、評判の良くない士官を儲けさすことを望まず、海軍が「エル・ガモ」を購入することを拒否した。「エル・ガモ」は結局アルジェリア海軍に売却され、そのためにコクランとスピーディの乗組員はわずかな拿捕賞金しか受け取ることができなかった。
コクランは「スピーディ」によって17隻の敵艦を拿捕し、またその他数隻を焼き払った。
1801年8月8日、コクランは勅任艦長に昇進した。
マルタ島で、コクランは仮装舞踏会での悶着によってピストルによる決闘をするに至った。彼はその舞踏会に平水夫の仮装で参加しており、それが相手に誤解されたのである。
その後の航海で、コクランは3隻のフランス軍艦と戦って捕らえられたが、程なくフランスの艦長との捕虜交換の対象となった。1802年の戦争再開に当たって、セント・ヴィンセント卿は帰ってきたコクランをフランスから捕獲した6等級私掠船「アラブ」（旧名ル・ブラーヴ）の指揮官に任命した。この船は大変操作性が悪く、コクランには名を上げる機会が与えられなかった。後にコクランは自叙伝の中でこの船を石炭運搬船に例えている。
1804年に、ウィリアム・ピット（小ピット）の新政権が成立してセント・ヴィンセントを更迭したため、コクランは32門フリゲート「パラス」の指揮を任されることになった。「パラス」において彼は再び3隻の軍艦に追い詰められる危機に遭遇したが、かつての「樽のトリック」を用いてそれを逃れた。
1807年に、コクランはフリゲート「インペリュース」の指揮権を与えられた。そこには士官候補生としてフレデリック・マリアット（後の小説家）が乗り組んでいた。コクランは、この船でフランスの地中海沿岸を襲撃した。1808年には、コクランはスペインのゲリラ部隊と協力して、ヘロナ（Gerona）とバルセロナの間に街道ににらみを利かせていたモンガト（Mongat）の要塞を占領した。その結果、デュスメ（Duhesme）将軍指揮下のフランス軍は、1ヵ月の停滞を余儀なくされた。もう一つの成果は通信中継所からの暗号書の奪取である。彼はフランス軍が暗号の漏洩に気づかないように原本は残しておいたのである。水が不足したとき、彼は補給のため「インペリュース」をローヌ川の河口から遡らせることさえした。フランス軍がカタロニアに攻め込んでロサスを取り囲んだとき、コクランはトリニダード要塞を数週間占領して、町の防衛に貢献した。
1809年に、コクランは、バスク・ロードの戦いの一部として、火船の小部隊によるロシュフォール港焼討ちの指揮を命じられた。それは若干の損害を与えたものの、コクランには大きな機会喪失に思えたため、彼は艦隊司令官ガンビア提督を非難した。しかもこの意見を公に表明したことによって、彼はしばらくの間海軍の任務から外される結果となった。

## 政治家としての経歴
1805年、コクランは議会改革を訴えてホニントン選挙区から下院議員に立候補した。ホニントンは、正にコクランが撲滅したかった類の腐敗選挙区で、秘密投票の実体はなく、票の大部分は競売に付されていた。当時の相場は1票5ギニーであり、コクランは一切の金銭の提供をしなかったので落選したが、後日、彼に投票した人たちにそれぞれ10ギニーを贈呈した。1806年、彼は再びホニントン選挙区から立候補した。そして今度は（おそらく前回の気前よさの再現を期待した有権者によって、）当選した。しかし、彼は今度は何も払わなかった。そのため、1807年の選挙でホニントン選挙区で再選される見込みはなかったが、彼は今度はウエストミンスター選挙区で当選した。彼は、1818年までこの議席を維持した（1814年に一旦議席を失っているが、補欠選挙で再選されている）。
コクランは同様な急進派であるウィリアム・コベットやヘンリー・ハントと結んで議会改革のために運動した。戦争遂行や海軍の腐敗に対する彼の率直な批判は、彼の敵対者をより頑なにする結果を招いた。また、バスク・ロードの戦いにおけるジェームズ・ガンビア提督の指揮への激烈な批判（その激しさはガンビアが軍法会議にコクランの除籍を訴え出るほどだった）は、海軍本部さえも彼の敵にしてしまった。
1831年に父が亡くなり、コクランは第10代ダンドナルド伯爵となった。これにより、彼は下院でなく、上院に議席を持つこととなった。

## 結婚
1812年に、コクランはキャサリン“キティ”・バーンズと結婚した。彼女はスペインとイギリスの混血の美しい娘で、彼より20歳も年下だった。この結婚は、彼の裕福な叔父バジル・コクランの反対を押し切った駈落ち同様のものであり、そのためバジルはその甥の相続権を取り消してしまった。
コクランとキティは、1818年に英国国教会で、そして1825年にはスコットランド国教会で結婚式をとりおこなった。複数の教会で挙式したことは、コクランの長男（トマス・バーンズ・コクラン（Thomas Barnes Cochrane）、第11代ダンドナルド伯爵）の相続資格に疑念を抱かせ、伯爵位の相続を遅らせる原因となった。
キティは、南アメリカでの彼の活動にしばしば同行した。

## 大証券取引所詐欺事件
コクランは1814年の大証券取引所詐欺事件の共謀者として裁判にかけられ、有罪判決を下された。しかし、彼は後半生を通じて「無実」であることを訴えつづけた。裁判長であるエレンバラ卿の判決はコクランに対する偏見に基づくものだったが、大部分の歴史家は、コクランについての状況証拠から、彼が少なくとも、（叔父のアンドリュー・コクラン-ジョンストンの手駒のひとつにすぎなかったとしても）共謀者の一人であったと考えている。1830年、チャールズ・グレンヴィルは、コクランが有罪であったとしてもなお彼を賞賛する、と書き記している。実際、ビクトリア朝時代を通じて、彼は無実だったと信じられていた。
彼は、1時間の「さらし台」（首と手を拘束して公衆の面前にさらされる不名誉な刑罰）と1年の投獄、および1,000ポンドの罰金を宣告された。しかし彼の支持者が暴動を起こす恐れがあったため、さらし台の刑罰は免除された。彼は、議会と海軍から追放された。また更なる不名誉として、彼のナイトの爵位が剥奪され、また不名誉除隊の儀式が執行された。しかし彼は、ウエストミンスター選挙区においてすぐに下院に再選された。彼の弾劾と判決、特に品位を傷つけるさらし台の刑罰に対する市民の憤りは極めて大きなものだった。1,000ポンドの罰金は一般の寄付によってまかなわれた。
コクランはその後の人生を費やして、有罪判決を覆し、名誉を復活させるために運動した。彼は1832年に王の恩赦を受けて、軍籍を復活し、海軍少将に任じられた。しかしヴィクトリア女王自らの干渉によってナイト爵位の回復は1847年までは行われなかった。そして1860年にやっと、彼の旗はウエストミンスター寺院に戻り、かろうじて葬儀に間に合った。

## 外国海軍での経歴

### チリ海軍

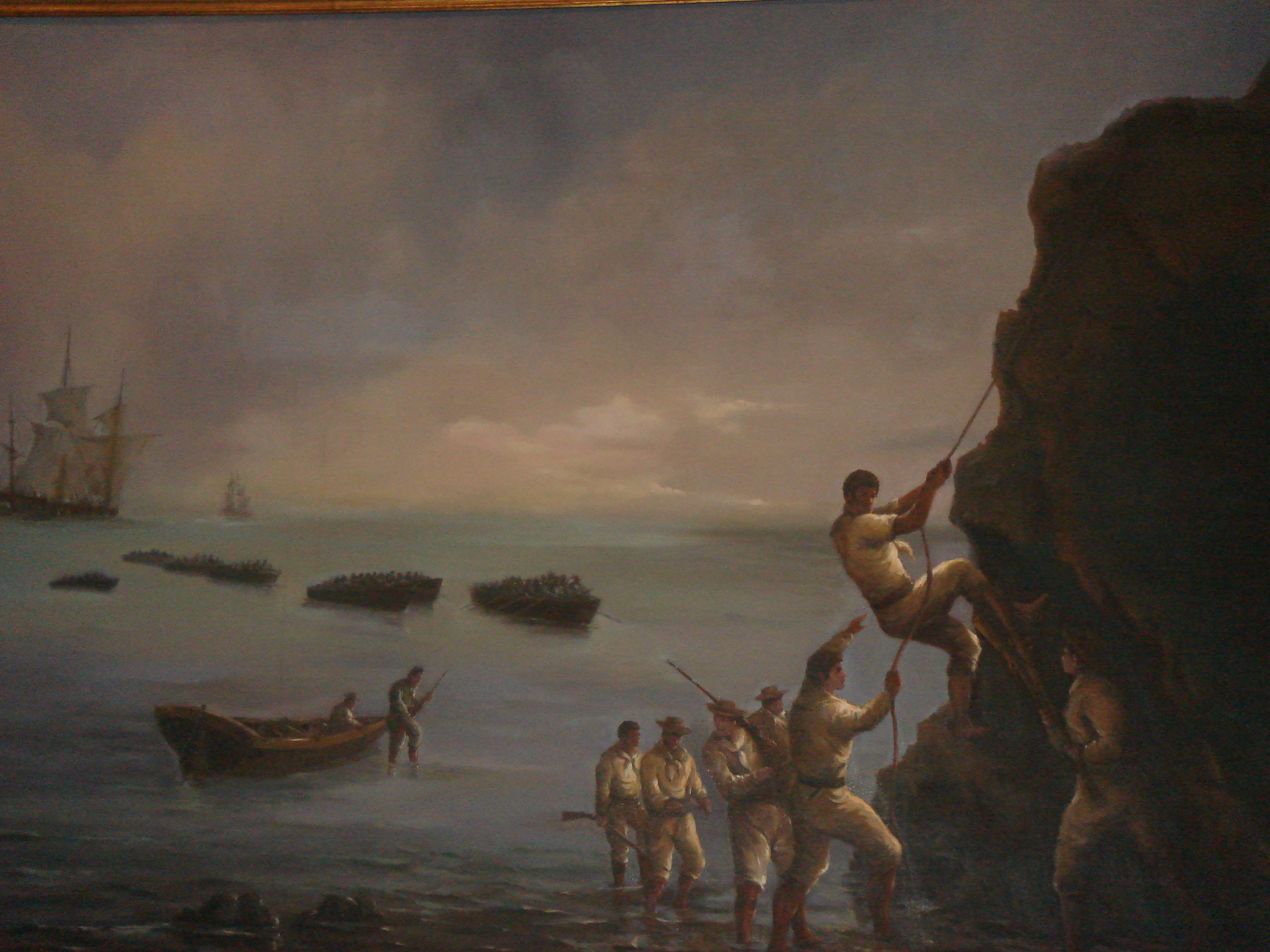
「バルディビアの攻略」を描いた絵画（チリ海軍海事博物館）

コクランは、チリの指導者ベルナルド・オイギンスの要請により1818年に非公式な形でイギリスを離れ、スペインからの独立戦争においてチリ海軍を指揮した。
コクランは夫人と2人の子供を連れて、1818年11月28日にバルパライソに到着した。コクランは海軍中将に任命され、チリ海軍の再編を行った。彼はフリゲート「オイギンス」を指揮して、かつてフランスやスペインに対して行ったように、チリとペルーの沿岸部を攻略した。彼は、イギリス海軍式の規律をチリ海軍に導入した。彼は、バルディビア（チリにおけるスペインの最も重要な基地）の攻略を計画し、実行した。1820年、彼の指揮下の艦隊は、当時南アメリカで最も強力なスペイン軍艦であった「エスメラルダ」を捕捉し、拿捕した。彼は、チリのためにチリ南部のチロエ島（Chiloé）を占領することは出来なかった。その後、コクランはオイギンスから、解放者ホセ・デ・サン＝マルティンの率いるラテンアメリカ解放軍と共同して、チリ艦隊によってペルーのスペインからの解放を実現するよう命じられ、コクランの率いる海軍によって上陸したサン＝マルティンの解放軍の手によりペルーは独立を成し遂げた。これは、サン＝マルティンとオイギンスがリオ・デ・ラ・プラタ連合州（アルゼンチン）とチリの独立と安全のためにはペルーとアルト・ペルーの独立が不可欠と考えたためである。
コクランは、セントヘレナ島に流されていたナポレオンを解放し、統一南米国家の統治者にする計画を立てたが、1821年にナポレオンが死亡したため、実行に移されることはなかった。
チリ海軍は、コクランを称えて、歴代5隻の船に「コクラン」または「アルミランテ・コクラン」（コクラン提督）という名前をつけている。

### ブラジル海軍
ブラジルは、ポルトガルからの独立戦争を戦っていた。南部地方は反乱軍が支配していたが、ポルトガルはまだ北部を確保しており、その中でマラニョン州サン・ルイスは最も重要な都市であった。
コクランは、旗艦「ペドロ・プリメイロ」に拠ってブラジル海軍の指揮を執った。彼は偽計によってバイーア（Bahia）にいたポルトガル陸軍をマラニョンに避難するように仕向け、バイーアにいた輸送船隊の多くを拿捕してマラニャン（Maranham）に回航した。そして結局はマラニョンも同じく偽計によって降伏に導いた。さらに彼は部下のグレンフェル艦長をパラー（Pará）に送り込み、同様の偽計によってパラーをも降伏させた。
コクランはマラニョン行政区の知事となったが、彼はこの境遇に満足せず、フリゲートに乗り組んでイングランドに戻った。コクランの統治の功績により、ブラジル皇帝ペドロ1世は、彼をマラニョン侯爵に封じた。

### ギリシャ海軍
エジプトから発進したオスマン帝国軍は、ギリシアの反乱を鎮圧しつつあった。ギリシア兵は規律がとれておらず、この方面でのコクランの努力はあまり報われなかった。彼の部下のヘイスティングズ艦長はレパント湾を攻撃した。これは間接的にイギリス、フランスおよびロシアの干渉を導くこととなり、ナヴァリノの海戦でのトルコ・エジプト艦隊の壊滅と列強の調停による戦争の終結に帰結した。これは彼の軍歴において、努力がほとんど報われなかったおそらく唯一の行動であったと考えられる。

## イギリス海軍への復帰
コクランは海軍の士官名簿には復帰したが、ナイトの爵位が回復されるまで軍務に就くことを拒否したため、軍務への復帰は遅れた。コクランは東インド方面の最高司令官として勤務したあと、北アメリカおよび西インド方面の最高司令官を1847年から1851年にかけて務めた。クリミア戦争のときには彼をバルト海方面で活動させることも検討されたが、彼が冒険的な攻撃を行うことによって艦隊を失うというより大きいリスクが発生すると判断された。1854年には、彼は連合王国海軍少将という名誉職に任じられた。
晩年、コクランは、G・B・アープの協力を得て自叙伝の執筆を行った。コクランは1860年10月31日、ケンジントンで亡くなった。彼はウエストミンスター寺院に葬られた。彼の墓は回廊の中ほどに置かれている。

## 技術革新への貢献
- 船団の船は、先導する護衛艦のランプを頼りに航行する。1805年にコクランは改良型輸送船団誘導用のランプの競作に参加した。彼は、審査官が彼に抱いている偏見によって不利を被ると考え、友人の名で応募した。果たしてコクランは勝ち、彼はそれが自分のものであることを明らかにしたが、イギリス海軍はそのランプの購入を拒否した。
- 1806年、コクランは彼の考案した仕様になるガレー船を建造した。そして彼はそれを「パラス」に搭載しておき、フランス沿岸の攻撃に使用した。
- 1812年に、コクランは爆破船と悪臭ガス船の組合せをもってフランスの海岸を攻撃しようと提案した。爆破船とは、老朽船に火薬を満載したもので、それを夜中に、港の岸壁を後ろに敵艦のすぐそばに錨泊させるのである。これを敵の港内で爆発させることにより、その混乱に乗じて部隊を上陸させるという作戦であった。彼はこの計画を、クリミア戦争の前に提出し、また戦争中にも提案した。上層部は、その作戦のもたらす恐るべき破壊を懸念し、またその戦法がイギリスに対して用いられた場合のことを考慮して、採用しなかった。この計画は1895年まで秘密にしておかれた。
- 1818年に、コクランは、技師マーク・イザムバード・ブルネルと共同でトンネル掘削シールドの特許権をとった。そして、ブルネルと彼の息子は1825〜1843年に行ったテムズトンネルの建設においてその技法を使用した。
- コクランは早くから蒸気船の支持者であった。チリ時代、彼は蒸気船を1隻、イングランドからチリまで運ぼうとしたが、建造に時間を要し、到着した時には戦争は終わろうとしていた。彼はギリシャ独立戦争にも蒸気船の使用を考えたが、チリのときと同様の結果となった。1830年代には、彼は蒸気動力について実験を行い、回転式エンジンとスクリューを開発した。1851年に、コクランは瀝青で蒸気船を動かすことについての特許を取得した。

## 小説との関連

### 海洋小説への影響
コクランの経歴は、海洋小説作家たちのインスピレーションを刺激した。その最初はフレデリック・マリアットで、彼は実際に士官候補生としてコクランに仕えた経験があった。20世紀には、C・S・フォレスターの小説「ホーンブロワーシリーズ」の主人公ホレイショ・ホーンブロワーや、パトリック・オブライアンの小説「オーブリー&マチュリンシリーズ」の主人公ジャック・オーブリーの経歴が、部分的にコクランの業績になぞる形で創作された。

### 小説に登場するコクラン
- ショウウェル・スタイルズによる小説『海の英雄』（原題は『フリゲート艦長』）は、コクラン卿のことを書いたものである。
- S・M・スターリングの架空史シリーズ『Domination』でコクランはコロニー岬の占領を指揮している。
- バーナード・コーンウェルの小説、炎の英雄シャープシリーズ最終巻『謀略の航海』（原題は『シャープの悪魔』）は、コクランのチリにおけるエピソードをもとにしたものである。
- グレゴリー・カウフマンが南米の革命について書いた小説『マヌエラ』にもコクランが脇役で登場する。

## 参照項目
1. ↑  ナポレオンが死んだという偽の情報を流して債券の一時的な騰貴を発生させ、安値で買った債券を高値で売り抜けた詐欺事件。コクランとその叔父のアンドリュー・コクラン-ジョンストンおよびコクランの財務顧問の3名が主謀者とされた。
2. ↑  コクランの名を冠したチリ軍艦
  - 初代「アルミランテ・コクラン」：太平洋戦争（1879～1884）において戦った中央砲廓艦。
  - 2代目「アルミランテ・コクラン」：弩級戦艦。1913年にイギリスで起工したが、第一次世界大戦の勃発に伴ってイギリス海軍によって取得され、航空母艦イーグルとして完成した。
  - 3代目「コクラン」：アメリカのフレッチャー級駆逐艦（前身はDD-804ルークス）。1962年にチリ海軍に引き渡され、1983年に廃棄された。
  - 4代目「アルミランテ・コクラン」：イギリスのカウンティ級駆逐艦（前身はHMSアントリム）。1984年にチリ海軍に引き渡され、2006年に退役した。
  - 5代目（現有）「アルミランテ・コクラン」：イギリスの23型フリゲート（前身はHMSノーフォーク）。2006年にチリ海軍に引き渡された。